# Дони-Кралевец
Дони-Кралевец (хорв. Donji Kraljevec, венг. Murakirály, до 1930 года Murski Kraljevec) — община в Хорватии, в Меджимурской жупании.

## История
В 1478 году деревня впервые упомянута как Kralovecz.
Знаменитый австрийский философ, писатель и педагог Рудольф Штейнер родился здесь в 1861 году. Об этом напоминает мемориальная доска на здании железнодорожного вокзала и дом рождения Штайнера, который является туристическим объектом, легко доступным из-за близости автомагистрали.[стиль]

## Муниципальные поселения
Община состоит из 6 поселений: Доний Хращан, Дони-Кралевец, Доний Пустаковец, Ходошан, Палиновец и Свети Юрай у Трню.

## Население
По переписи с 2001 года в общине Доний Кралевец насчитывалось 4931 человек, которые жили в 6 населенных пунктах:
- Доний Хращан - 508
- Дони-Кралевец - 1694
- Доний Пустаковец - 341
- Ходошан - 1311
- Палиновец - 792
- Свети Юрай у Трню - 285

### Этнический состав, 2001 год
- Хорваты - 4843
- Сербы - 13
- Албанцы - 7
- Русские - 3
- Македонцы - 2
- Словенцы - 2
- Украинцы - 2
- Черногорцы - 1
- Венгры - 1
- Немцы - 1
- Неизвестно - 56

## Известные уроженцы
Рудольф Штейнер

## Галерея

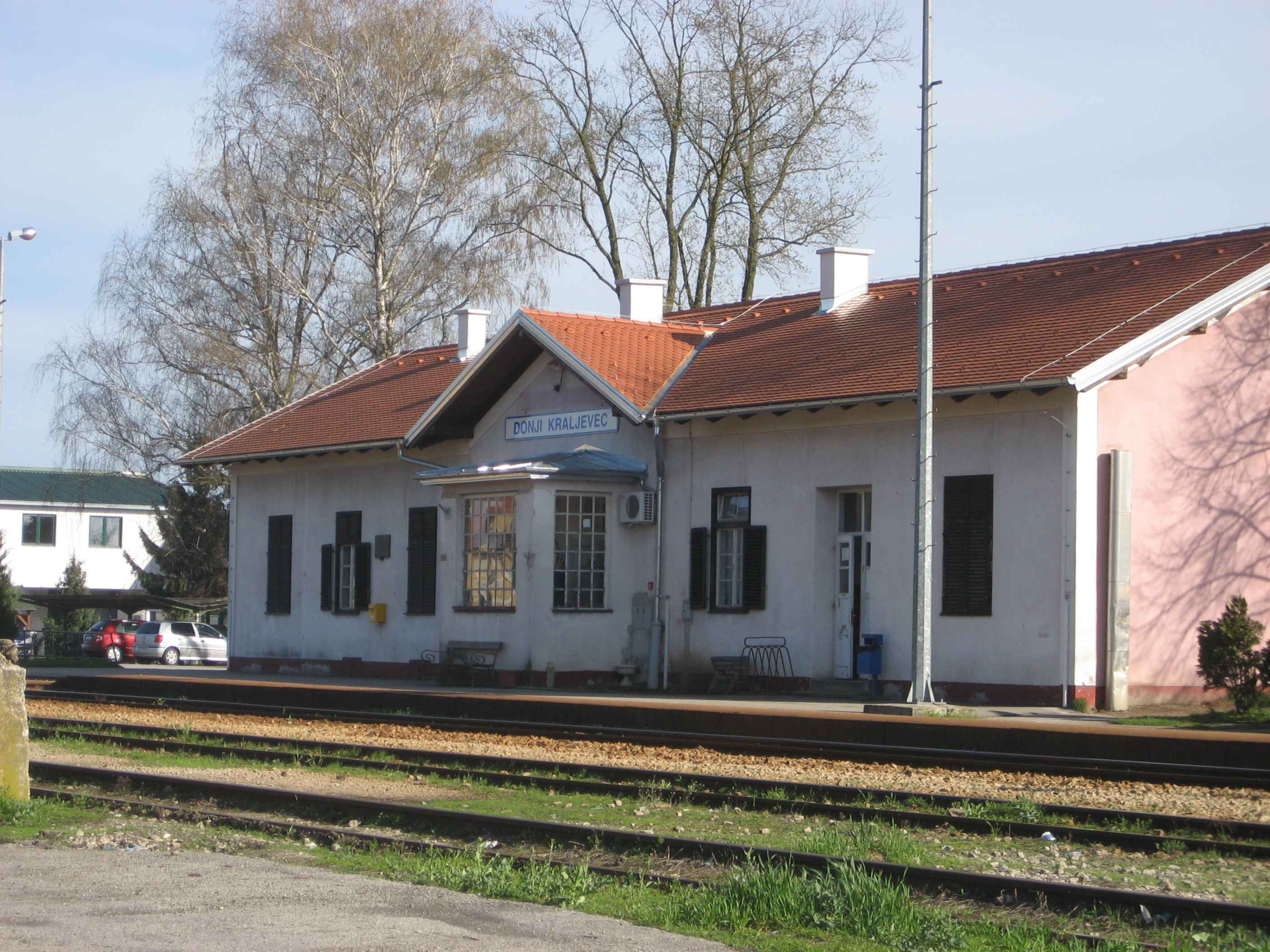
Железнодорожная станция
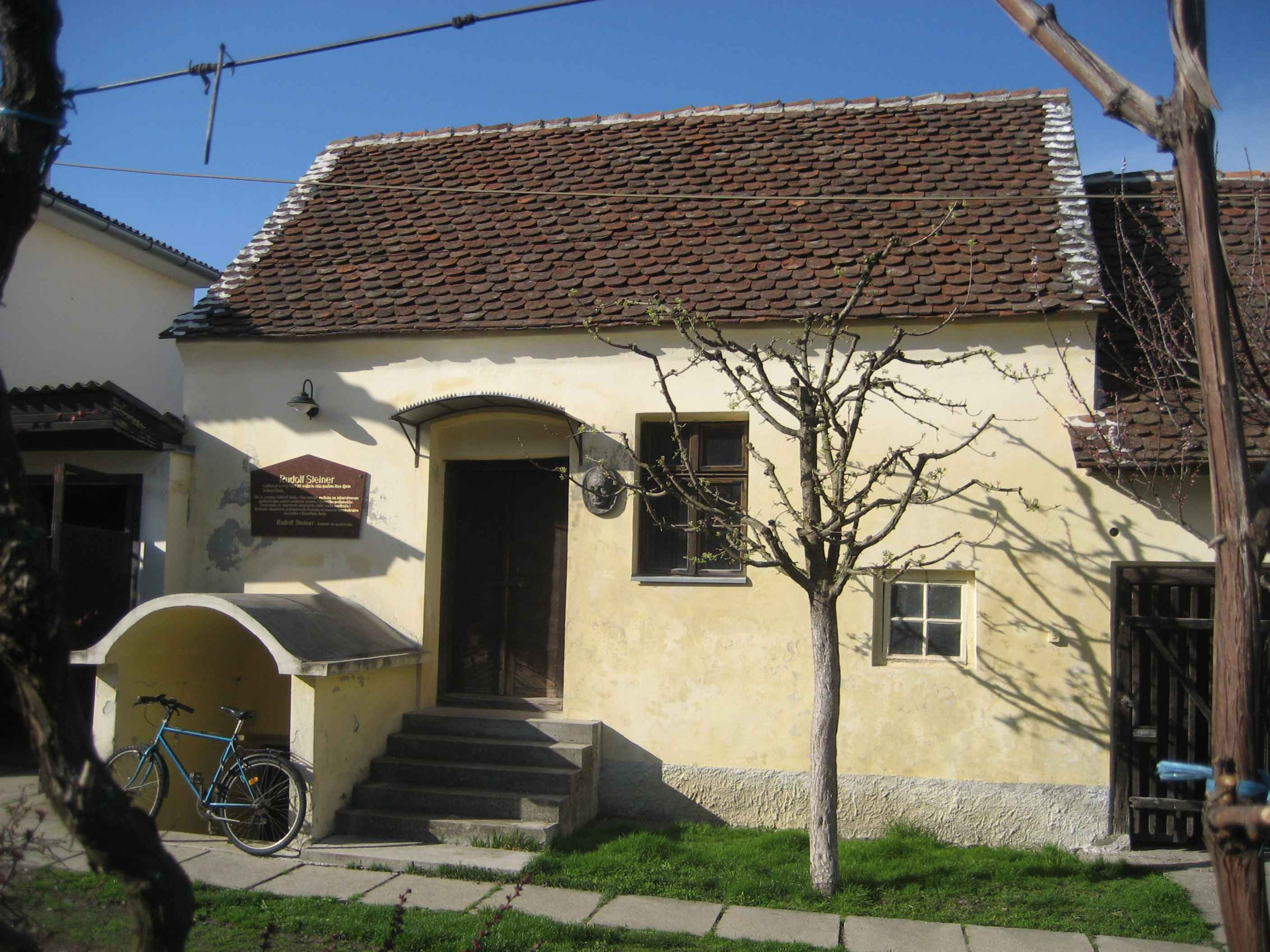
Дом Рудольфа Штейнера